# Кал при Долах
Кал при Долах (на словенски: Kal pri Dolah) е село в Словения, регион Средна Словения, община Лития. Според Националната статистическа служба на Република Словения през 2015 г. селото има 52 жители.